# 東宮 (宮崎市)
東宮（とうぐう）とは、宮崎県宮崎市内の地名。本郷地域自治区に属している。郵便番号は880-0928。2023年現在、東宮1丁目-2丁目が設置されるが、住居表示実施地域ではない。

## 地理
宮崎市の中南部、本郷地域自治区のうち、清武川左岸の台地部分に属する「東宮団地」からなる。北方を本郷南方、南方を郡司分と接する。
- 1943年 - 旧赤江町編入に伴い、宮崎市大字郡司分・本郷南方が成立。
- 2002年 - 郡司分・本郷南方の一部をもって東宮が成立。

## 世帯数と人口
2023年（令和5年）7月1日現在の世帯数と人口は以下の通りである。
| 町丁      | 世帯数  | 人口   |
| --------- | ------- | ------ |
| 東宮1丁目 | 485世帯 | 1354人 |
| 東宮2丁目 | 430世帯 | 1274人 |

## 小・中学校の学区
市立小・中学校に通う場合、学区は以下の通りとなる。
| 町名 | 小学校             | 中学校             |
| ---- | ------------------ | ------------------ |
| 東宮 | 宮崎市立国富小学校 | 宮崎市立本郷中学校 |

## 交通

### バス
宮交グループの運営するバスが営業している。

### 道路
- 宮崎県道13号高岡郡司分線
- 宮崎県道375号学園木花台本郷北方線